# 長野県道306号有明大町線
長野県道306号有明大町線（ながのけんどう306ごう ありあけおおまちせん）は、長野県安曇野市と同県大町市を結ぶ一般県道。元来は安曇野の西縁の北アルプスの裾野を通過する路線であったが、1998年長野オリンピックの際に国道147号のバイパスとして高瀬川右岸の道路が整備され、こちらも県道306号とされた。そのため互いに連絡のないダブルウェイとして現在供用されている。一部が松本糸魚川連絡道路に活用される予定である。

## 概要

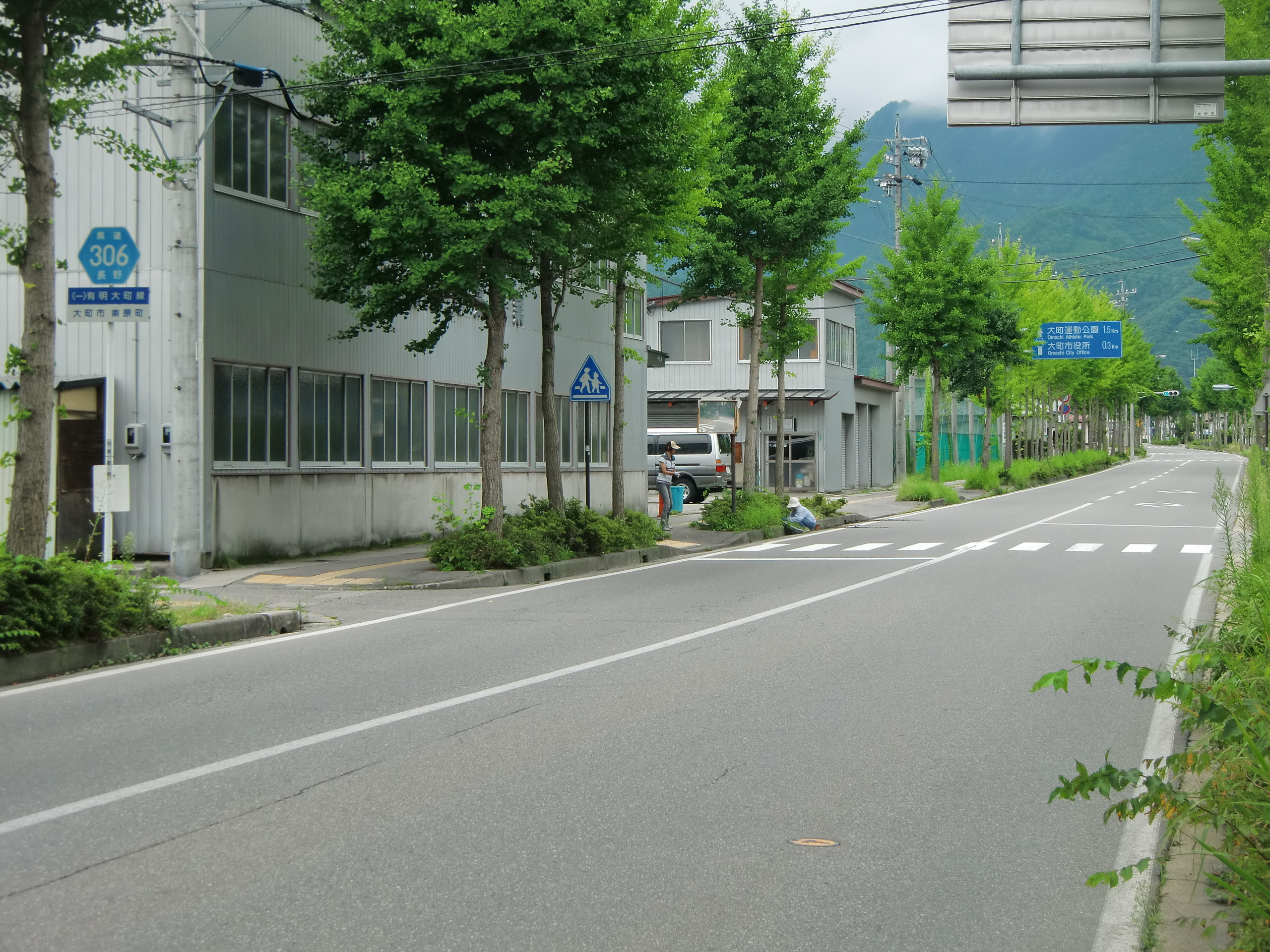
大町市南原町（旧道区間）（2011年9月撮影）

### 路線データ
旧道
- 起点：長野県安曇野市穂高有明（長野県道25号塩尻鍋割穂高線交点）
- 終点：長野県大町市大町（長野県道474号信濃大町停車場線交点）

新道
- 起点：長野県安曇野市穂高北穂高（安曇橋南交差点、長野県道85号穂高明科線交点）
- 終点：長野県大町市常盤（上一北交差点、国道147号交点）

## 通過する自治体
- 長野県
  - 安曇野市 - 北安曇郡松川村 - 大町市

## 接続・交差する道路
旧道
- 長野県道25号塩尻鍋割穂高線
- 長野県道327号槍ヶ岳矢村線
- 長野県道450号矢地赤芝線
- 国道147号
- 長野県道474号信濃大町停車場線

新道
- 長野県道85号穂高明科線
- 長野県道329号原木戸安曇追分停車場線
- 長野県道275号上生坂信濃松川停車場線
- 長野県道334号大平大峰沓掛線
- 国道147号